# Associazione internazionale studenti di odontoiatria
L'Associazione internazionale studenti di odontoiatria (English: International Association of Dental Students) è stata fondata nel 1951 in Danimarca, al fine di mettersi a servizio degli studenti di odontoiatria di tutto il mondo. 
Rappresenta attualmente 200.000 studenti di odontoiatria provenienti da circa 60 paesi da tutto il mondo e ha la propria sede presso dell’FDI World Dental Federation a Ginevra (Svizzera), l'Associazione si impegna per l’eccellenza educativa e scientifica in tutti i progetti e le iniziative internazionali che gestisce.